# Marcello Cuttitta
Marcello Cuttitta (Latina, 2 settembre 1966) è un allenatore ed ex giocatore italiano di rugby a 15, attivo nel ruolo di tre quarti ala.
Al 2023 è il primatista di mete realizzate con la nazionale italiana, 25 tra il 1987 e il 1999.

## Biografia

Cuttitta (a sinistra) e Tim Gavin festeggiano lo scudetto 1992-93 dell'

Marcello Cuttitta è nato a Latina da una famiglia di origine napoletana, della quale facevano parte, oltre ai genitori, anche il gemello Massimo e il fratello maggiore Michele, entrambi rugbisti, benché quest'ultimo solo a livello dilettantistico; alla fine degli anni 1960 la famiglia si trasferì a Durban, in Sudafrica, dove i tre fratelli Cuttitta iniziarono la pratica del rugby e, al ritorno in Italia nel 1985, furono ingaggiati a L’Aquila; successivamente, il fratello maggiore Michele si dedicò agli studi di ingegneria, e a intraprendere la carriera sportiva di alto livello rimasero i due gemelli: Massimo, pilone, e Marcello, ala.
In tale ruolo Marcello Cuttitta si mise in luce, e fu convocato da Marco Bollesan per la nazionale che affrontò gli impegni di Coppa FIRA 1985-87: esordì a Lisbona il 18 gennaio 1987 contro il Portogallo e nel maggio successivo, con solo tre incontri internazionali alle spalle, prese parte alla prima Coppa del Mondo in Australia e Nuova Zelanda, disputando il primo incontro in assoluto della competizione, quello degli azzurri contro gli All Blacks.
Nel 1988 si trasferì, insieme a Massimo, all'Amatori Milano, poi Milan, rimanendovi 10 stagioni e formando insieme ad altri internazionali quali Croci, Domínguez, Vaccari e Properzi l'ossatura di una squadra che dal 1991 al 1996 vinse quattro titoli nazionali e una Coppa Italia.
Dal 1990 in poi militò in coppia con suo fratello in Nazionale; entrambi presero parte alla Coppa del Mondo di rugby 1991 in Inghilterra e, successivamente, a quella del 1995 in Sudafrica, l'ultima per tutti e due i fratelli. Entrambi fecero parte della Nazionale che vinse la finale della Coppa FIRA 1995-97 a Grenoble contro la Francia, che diede all'Italia al contempo la prima vittoria in una competizione ufficiale, la conquista del titolo di campione d'Europa e soprattutto la prima vittoria sui transalpini.
Nel 1998 prese una strada diversa da quella di Massimo: quest'ultimo si recò a Londra negli Harlequins, mentre Marcello andò al Calvisano, dove chiuse la carriera agonistica nel 2000. Con 26 mete internazionali Marcello Cuttitta è il miglior realizzatore della storia della nazionale italiana: precede Vaccari (22) e Carlo Checchinato (21). Vanta anche un invito nei Barbarians, per i quali disputò, sempre insieme al fratello un incontro il 17 marzo 1998 a Leicester contro la locale compagine (73-19 fu il risultato per il prestigioso club multinazionale).
Divenuto allenatore, tornò all'Amatori Milano e, dopo la chiusura del club per fallimento, al Rugby Pieve, in Emilia-Romagna. Nel 2013 fu nello staff del Lyons di Settimo Milanese di cui divenne allenatore capo nel 2015 e, a seguire, dal 2018 al 2019 fu direttore tecnico presso il Novara Rugby. Nel 1999 il giornalista neozelandese di rugby Keith Quinn incluse Marcello Cuttitta nella lista dei cento migliori rugbisti del XX secolo nel suo A Century of Greats.

## Palmarès
- Coppa FIRA : 1
Italia: 1995-97
- Campionati italiani: 4
Milan: 1990-91, 1992-93, 1994-95, 1995-96
- Coppe Italia: 1
Milan: 1994-95